# Finale de la Coupe UEFA 2002-2003
La finale de la Coupe UEFA 2002-2003 est la 32e finale de la Coupe de l'UEFA, organisée par l'UEFA. Ce match de football a lieu le 21 mai 2003 à l'Estadio Olímpico de La Cartuja de Séville, en Espagne.
Elle oppose l'équipe écossaise du Celtic Glasgow aux Portugais du FC Porto. Le match se termine par une victoire des Portuans après prolongations sur le score de 3 buts à 2, ce qui constitue leur premier sacre dans la compétition ainsi que leur deuxième titre européen avec leur victoire en Ligue des champions en 1987.
Vainqueur de la finale, Porto est à ce titre qualifié pour la Supercoupe d'Europe 2003 contre le Milan AC, vainqueur de la finale de la Ligue des champions.

## Parcours des finalistes
Note : dans les résultats ci-dessous, le score du finaliste est toujours donné en premier (D : domicile ; E : extérieur).
| Celtic Glasgow     | Celtic Glasgow | Celtic Glasgow | Celtic Glasgow | Tour                | FC Porto         | FC Porto | FC Porto  | FC Porto     |
| ------------------ | -------------- | -------------- | -------------- | ------------------- | ---------------- | -------- | --------- | ------------ |
| Adversaire         | Total          | Aller          | Retour         | Phase finale        | Adversaire       | Total    | Aller     | Retour       |
| Sūduva Marijampolė | 10 - 1         | 8 - 1 (D)      | 2 - 0 (E)      | Premier tour        | Polonia Varsovie | 6 - 2    | 6 - 0 (D) | 0 - 2 (E)    |
| Blackburn Rovers   | 3 - 0          | 1 - 0 (D)      | 2 - 0 (E)      | Deuxième tour       | Rapid Vienne     | 3 - 0    | 1 - 0 (E) | 2 - 0 (D)    |
| Celta Vigo         | 2E - 2         | 1 - 0 (D)      | 1 - 2 (E)      | Seizièmes de finale | RC Lens          | 3 - 1    | 3 - 0 (D) | 0 - 1 (E)    |
| VfB Stuttgart      | 5 - 4          | 3 - 1 (D)      | 2 - 3 (E)      | Huitièmes de finale | Denizlispor      | 8 - 3    | 6 - 1 (D) | 2 - 2 (E)    |
| Liverpool FC       | 3 - 1          | 1 - 1 (D)      | 2 - 0 (E)      | Quarts de finale    | Panathinaïkos    | 2 - 1    | 0 - 1 (D) | 2 - 0 ap (E) |
| Boavista FC        | 2 - 1          | 1 - 1 (D)      | 1 - 0 (E)      | Demi-finales        | Lazio Rome       | 4 - 1    | 4 - 1 (D) | 0 - 0 (E)    |

## Match

### Feuille de match
| ·              |                 |      |
| Titulaires :   |                 |      |
|                |                 |      |
| 20             | Robert Douglas  |      |
| 5              | Joos Valgaeren  | 65e  |
| 6              | Dianbobo Baldé  |      |
| 7              | Henrik Larsson  |      |
| 8              | Alan Thompson   |      |
| 9              | Chris Sutton    |      |
| 14             | Paul Lambert    | 77e  |
| 17             | Didier Agathe   |      |
| 18             | Neil Lennon     |      |
| 19             | Stiliyan Petrov | 105e |
| 35             | Johan Mjällby   |      |
|                |                 |      |
| Remplaçants :  |                 |      |
| 21             | Magnus Hedman   |      |
| 4              | Jackie McNamara | 77e  |
| 16             | Ulrik Laursen   | 65e  |
| 3              | Mohamed Sylla   |      |
| 39             | Jamie Smith     |      |
| 12             | David Fernández |      |
| 29             | Shaun Maloney   | 105e |
|                |                 |      |
| Entraîneur :   |                 |      |
| Martin O'Neill |                 |      |

| ·             |                   |     |
| Titulaires :  |                   |     |
|               |                   |     |
| 99            | Vítor Baía        |     |
| 2             | Jorge Costa       | 72e |
| 4             | Ricardo Carvalho  |     |
| 6             | Costinha          | 9e  |
| 8             | Nuno Valente      |     |
| 10            | Deco              |     |
| 11            | Derlei            |     |
| 15            | Dmitri Alenitchev |     |
| 18            | Maniche           |     |
| 21            | Nuno Capucho      | 98e |
| 22            | Paulo Ferreira    |     |
|               |                   |     |
| Remplaçants : |                   |     |
| 13            | Nuno              |     |
| 3             | Pedro Emanuel     | 72e |
| 5             | Ricardo Costa     | 9e  |
| 14            | César Peixoto     |     |
| 28            | Clayton           |     |
| 66            | Tiago             |     |
| 78            | Marco Ferreira    | 98e |
|               |                   |     |
| Entraîneur :  |                   |     |
| José Mourinho |                   |     |

| ·              |                 |      |
| Titulaires :   |                 |      |
|                |                 |      |
| 20             | Robert Douglas  |      |
| 5              | Joos Valgaeren  | 65e  |
| 6              | Dianbobo Baldé  |      |
| 7              | Henrik Larsson  |      |
| 8              | Alan Thompson   |      |
| 9              | Chris Sutton    |      |
| 14             | Paul Lambert    | 77e  |
| 17             | Didier Agathe   |      |
| 18             | Neil Lennon     |      |
| 19             | Stiliyan Petrov | 105e |
| 35             | Johan Mjällby   |      |
|                |                 |      |
| Remplaçants :  |                 |      |
| 21             | Magnus Hedman   |      |
| 4              | Jackie McNamara | 77e  |
| 16             | Ulrik Laursen   | 65e  |
| 3              | Mohamed Sylla   |      |
| 39             | Jamie Smith     |      |
| 12             | David Fernández |      |
| 29             | Shaun Maloney   | 105e |
|                |                 |      |
| Entraîneur :   |                 |      |
| Martin O'Neill |                 |      |

| ·             |                   |     |
| Titulaires :  |                   |     |
|               |                   |     |
| 99            | Vítor Baía        |     |
| 2             | Jorge Costa       | 72e |
| 4             | Ricardo Carvalho  |     |
| 6             | Costinha          | 9e  |
| 8             | Nuno Valente      |     |
| 10            | Deco              |     |
| 11            | Derlei            |     |
| 15            | Dmitri Alenitchev |     |
| 18            | Maniche           |     |
| 21            | Nuno Capucho      | 98e |
| 22            | Paulo Ferreira    |     |
|               |                   |     |
| Remplaçants : |                   |     |
| 13            | Nuno              |     |
| 3             | Pedro Emanuel     | 72e |
| 5             | Ricardo Costa     | 9e  |
| 14            | César Peixoto     |     |
| 28            | Clayton           |     |
| 66            | Tiago             |     |
| 78            | Marco Ferreira    | 98e |
|               |                   |     |
| Entraîneur :  |                   |     |
| José Mourinho |                   |     |